# Letitia Wright

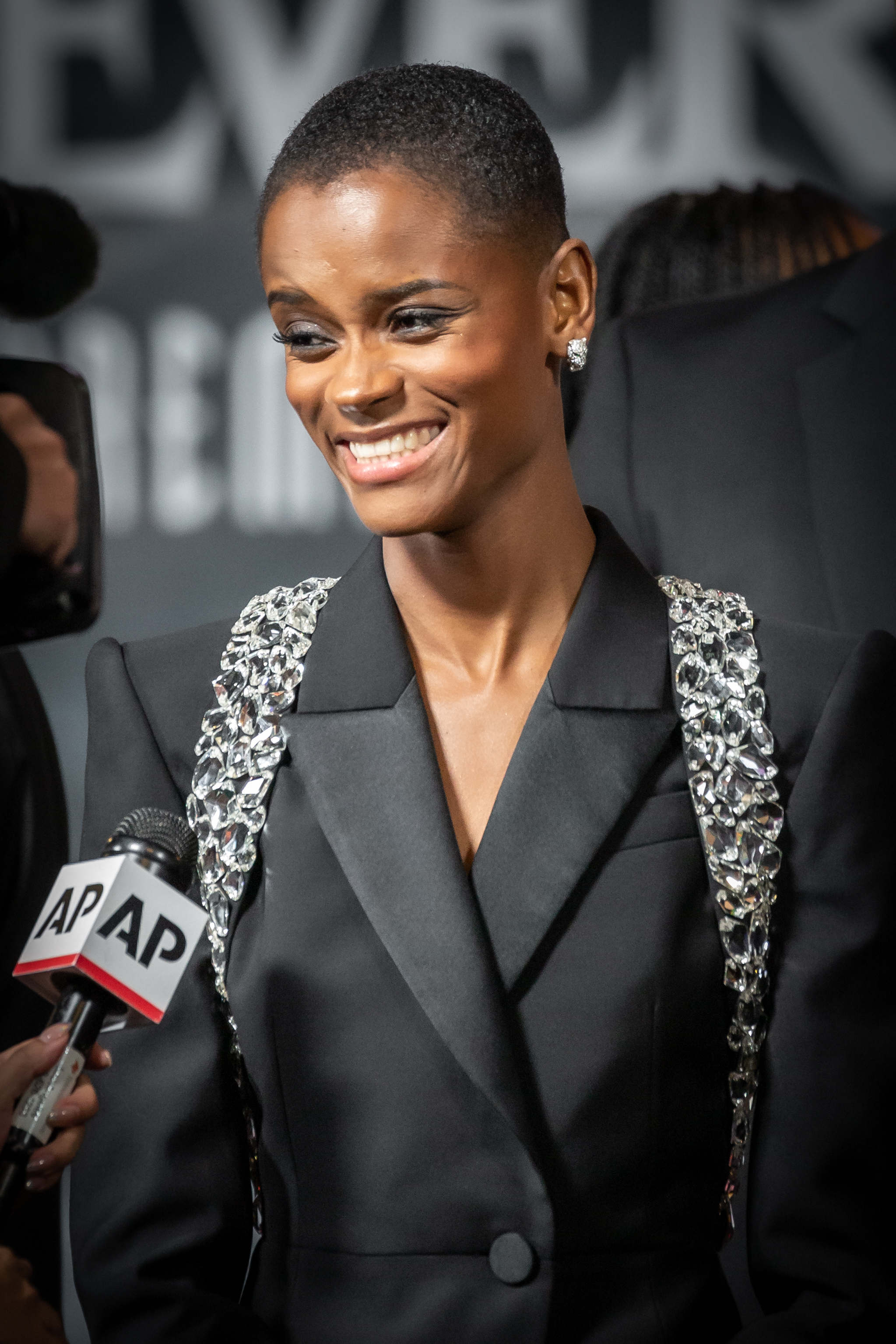
Letitia Wright (2022)

Letitia Michelle Wright (ur. 31 października 1993 w Georgetown) – angielska aktorka, gujańskiego pochodzenia, która wystąpiła m.in. w filmie Czarna Pantera i jego kontynuacji.

## Filmografia

### Filmy
| Rok  | Tytuł                                | Rola                | Uwagi |
| ---- | ------------------------------------ | ------------------- | ----- |
| 2011 | Victim                               | Nyla                |       |
| 2012 | Mój brat diabeł                      | Aisha               |       |
| 2015 | Urban Hymn                           | Jamie Harrison      |       |
| 2018 | Pasażer                              | Jules Skateboarder  |       |
| 2018 | Czarna Pantera                       | Shuri               |       |
| 2018 | Player One                           | Reb                 |       |
| 2018 | Avengers: Wojna bez granic           | Shuri               |       |
| 2019 | Guava Island                         | Yara                |       |
| 2019 | Avengers: Koniec gry                 | Shuri               |       |
| 2021 | Sing 2                               | Nooshy (głos)       |       |
| 2022 | Śmierć na Nilu                       | Rosalie Otterbourne |       |
| 2022 | Silent Twins                         | June Gibbons        |       |
| 2022 | Aisha                                | Aisha Osagie        |       |
| 2022 | Czarna Pantera: Wakanda w moim sercu | Shuri               |       |
| 2023 | Oblężony                             | Mo Washington       |       |

### Telewizja
| Rok  | Tytuł              | Rola           | Uwagi                      |
| ---- | ------------------ | -------------- | -------------------------- |
| 2011 | Szpital Holby City | Ellie Maynard  | 2 odcinki                  |
| 2011 | Random             | Girl 3         | film TV                    |
| 2011 | Top Boy            | Chantelle      | 4 odc.                     |
| 2013 | Coming Up          | Hannah         | 1 odc.                     |
| 2014 | Glasgow Girls      | Amal           | film TV                    |
| 2014 | Chasing Shadows    | Taylor Davis   | 1 odc.                     |
| 2015 | Banana             | Vivienne Scott | 3 odc.                     |
| 2015 | Cucumber           | Vivienne Scott | 4 odc.                     |
| 2015 | Doktor Who         | Anahson        | 1 odc.                     |
| 2016 | Humans             | Renie          | 7 odc.                     |
| 2017 | Czarne lustro      | Nish           | odc. Black Museum          |
| 2020 | Mangrove           | Altheia Jones  | część antologii Mały topór |